# 蔚山站
蔚山站（：／ Ulsan yeok */?）是京釜高速線沿線的一座高速鐵路車站，位於大韓民國蔚山广域市蔚州郡三南面新華里，韓語副站名是「通度寺」（통도사）。本站有KTX及SRT列車停靠。
與看來具代表色的站名不同，車站只是位於蔚山廣域市的外圍地區蔚州郡。儘管如此，使用人數仍然很多。原因是與蔚山市內的大眾交通與道路交通連結性很好，蔚州郡內也因此有不少三南面與彥陽邑乘客使用。KTX蔚山站開始營業時，與東海南部線新村號前往首爾的旅客列車需要一整天不同，通過KTX前往首爾的旅客列車有很多。開始營業以後位於蔚山廣域市的KTX蔚山站發展成為國家交通樞紐的下達評價正在成長中。京釜線KTX停靠站當中使用人數次於首爾站、釜山站、東大邱站、大田站、光明站，排行第6。
鄰近京釜高速公路西蔚山交流道。KTX蔚山站前往蔚山廣域市的中心地，可使用利木津巴士或市內巴士，鄰近梁山市許可的市內巴士也有運行。

## 車站結構
2面5線月台，側面停車線2線，中間通過線2線。
- 地上1樓：候車室、站務室、車站窗口、便利設施
- 地上2樓：會議室、信號與電氣關聯室
- 地上3樓：乘車處

### 月台配置
| ↑ 慶州   |
| ２ \| １ |
| 釜山 ↓   |

| 月台 | 路線       | 類別     | 目的地                                 |
| ---- | ---------- | -------- | -------------------------------------- |
| 1    | 京釜高速線 | KTX、SRT | 釜山方向                               |
|      | 京釜高速線 | KTX、SRT | 通過線                                 |
| 2    | 京釜高速線 | KTX、SRT | 大田、水原、首爾、幸信、水西、龍山方向 |

## 历史
- 2010年11月1日 - 落成启用。

## 车站周边
- 太和江
- 彦阳汽车学校

## 相鄰車站
韩國鐵道公社
京釜高速線
慶州－蔚山－釜山